# Palác Valdek
Palác Valdek se nachází v Praze na rohu ulic Anglická, Jugoslávská a Náměstí Míru. Vznikl na místě činžovního domu s názvem Na Valdeku. Současná funkcionalistická stavba pochází ze závěru 20. let 20. století.

## Historie
Investor pověřil vypracováním návrhu paláce architekta Antonína Beladu. Dům s železobetonovou konstrukcí realizovala společnost Jaroslava Wimmera. Sedmipatrový dům měl průčelí orientované směrem k Náměstí Míru; fasáda byla rozčleněna podle užití domu. Přízemí a první patro s prostornými výlohami a okny stály v kontrastu s podobou dalších šesti pater. Šesté patro mělo zmenšený půdorys a nacházely se zde terasy.
Dům měl sloužit částečně jako obchodní, částečně jako nájemní a v jeho suterénu se nacházelo kino. V přízemí se nacházely prostory pro obchody a v prvním patře kavárna. Dům byl dokončen v roce 1929.
Kino Waldek po druhé světové válce neslo název Kino Varšava. Části paláce, které sloužily pro společenské akce, byly rekonstruovány v závěru 70. let 20. století. Až do 90. let 20. století se dochovala původní podoba kavárny v 1. patře, která byla později přestavěna. V současné době přízemí a první patro slouží bance působící na území České republiky.

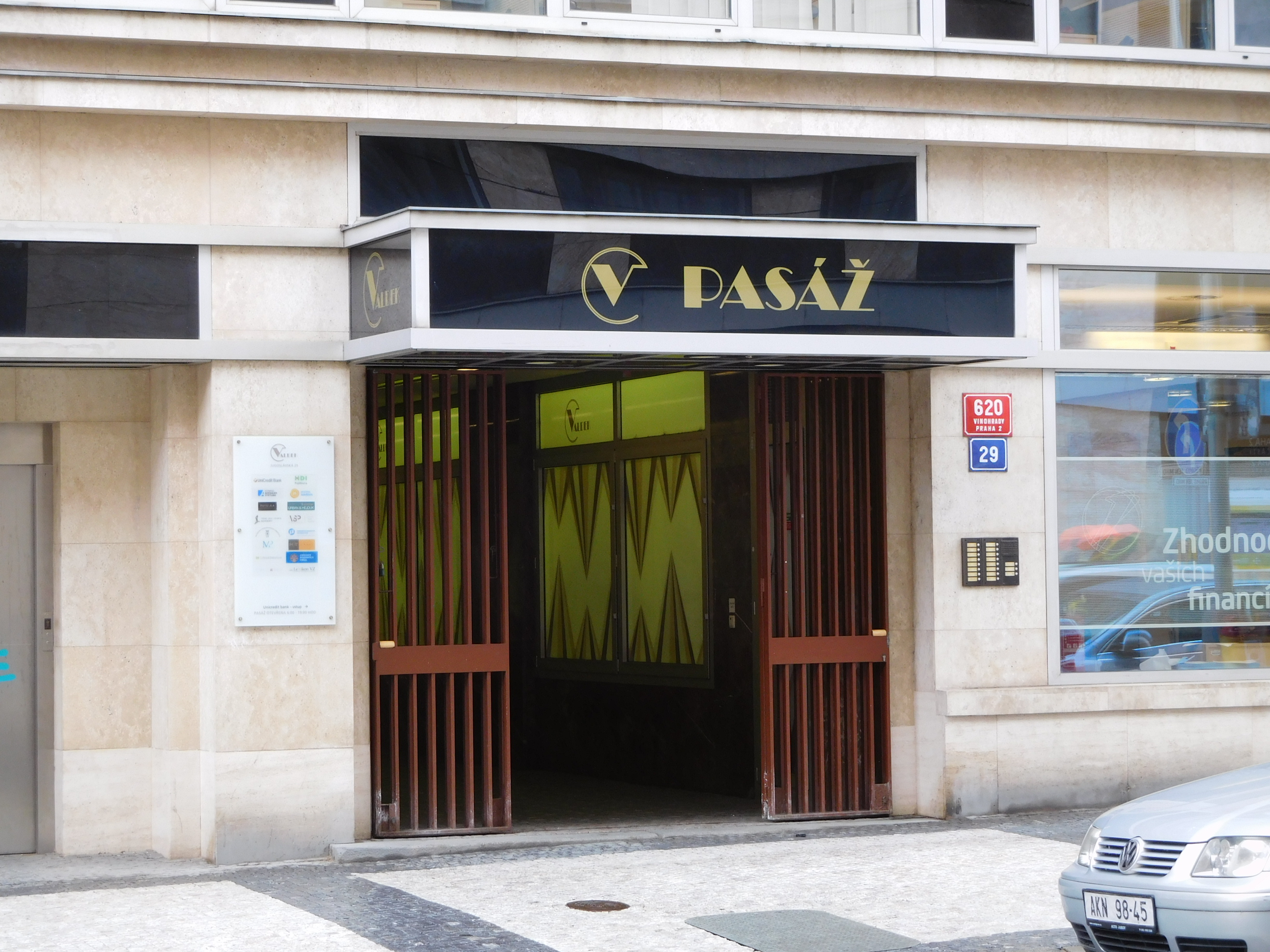
Pasáž Valdek z Jugoslávské ulice